# ميخائيل كريستنسن
ميخائيل كريستنسن (بالدنماركية: Michael Christensen)‏ (6 فبراير 1983 بالدنمارك - ) هو لاعب كرة قدم دانمركي في مركز الدفاع. لعب مع نادي أودنسه ونادي ستارت ونادي سوندرييسكه وفيستزيلند ‏ وHobro IK ‏.

## وصلات خارجية
- ميخائيل كريستنسن على موقع قاعدة بيانات كرة القدم.إي يو (الإنجليزية)
- ميخائيل كريستنسن على موقع Soccerway.com (الإنجليزية)